# 牛煦庭
牛煦庭（1990年10月17日—），中華民國政治人物，中國國民黨籍，現任桃園市第一選舉區立法委員、 立法院內政委員會召集委員，曾任桃園市議員、桃園捷運監督聯盟召集人，綽號「小牛」。

## 早年教育

### 早年
牛煦庭出生於桃園市龜山區，在高中時期選擇社會組，及後進入政治大學外交系。七歲時曾擔任父親牛廉的助選員。
牛廉為桃園龜山人，曾任新黨創黨元老，還代表新黨兩度參選桃園縣議員，不過都落敗，牛廉當過立委呂玉玲的辦公室主任，更當上牛煦庭的選舉操盤手。

### 教育
牛煦庭就學於國立政治大學外交學系，並取得學士學位，及桃園市國立武陵高級中學，並取得榮譽校友，桃園市立大有國民中學，桃園市龜山區龜山國民小學等學歷，並於2016在英国倫敦政治經濟學院取得碩士學位。

## 政治生涯

### 參選前

#### 加入中國國民黨
2016年10月，於桃園市中國國民黨123週年黨慶活動時以青年代表身分宣誓入黨，擔任國民黨桃園市黨部「國民學堂」專案執行秘書、發言人，桃園市黨部執行長、發言人。

#### 桃園蝸居解放聯盟
2017年5月，聲援因調降非自用住宅稅率而辭職的新竹縣議員高偉凱、周江杰。以國民黨黨員身分，呼籲國民黨新竹縣議會黨團慎重考慮民意。

#### 桃園捷運監督聯盟
2017年10月，針對桃園捷運綠線IV&V（獨立第三方單位驗證及確認）工程爭議，至地檢署按鈴控告採購人員瀆職，要求桃園市市長鄭文燦以最高標準主動公布開標錄影資料以澄清質疑。2017年11月，再次針對桃園捷運綠線機電標，質疑公開閱覽時間太短、招標內容為國外廠商量身打造，並認為鄭文燦打臉蔡英文政府的「國車國造」政策，呼籲桃園市政府延長閱覽時間、給國內廠商公平競爭的機會。

#### 桃園市議員
2018年2月，不滿桃園市黨部背離「年輕化」目標及提名「加一」原則，拒絕參加國民黨黨內初選並退黨，轉以無黨籍身分參選龜山區市議員並當選。

### 參選後

#### 桃園機場捷運A7站合宜住宅廢水問題
2018年1月，接受桃捷A7合宜宅住戶陳情，表示汙水排放問題造成該社區地下室沼氣瀰漫，更困擾下游新北市新莊區居民，使管線源頭處的龜山區居民背負罵名；並指出排水管旁邊的山溝裡滿是工業廢棄物及醫療廢棄物，呼籲桃園市政府開挖垃圾，從根本解決問題。

#### 呼籲台塑集團總部遷回龜山
2018年4月，召開記者會向尋覓總部地點的台塑集團喊話，呼籲總部根留桃園。並指出台塑若在龜山興建總部大樓，能提升地價、房屋等稅基，集團各公司跟隨設籍龜山也有助提升桃園市統籌分配額度，平衡區域發展。

#### 社區主委無薪有責
2018年6月，與桃園市綠黨議員參選人羅岳峰發起連署活動，要求桃園市政府明確界定公共安全權責劃分，以降低社區管理委員會因意外事故陷入刑事訴訟之風險，並期望未來在議會能訂立「桃園市公寓大廈管理自治條例」，改善社區管委會的現況。

#### 反對桃園各火力電廠擴建
2018年7月，根據桃園市境內正計畫或進行中的增建之火力機組，包括觀音大潭電廠增建計畫、龜山國光電廠二期擴建計畫等資料，召開記者會表示桃園將成政府能源轉型政策最大受害者，並要求市長候選人針對此事表態。

#### 連任桃園市議員
2022年連任桃園市議員。

#### 立委
2023年2月，申請恢復國民黨籍，並在立委黨內初選中勝出。5月，代表國民黨參選桃園市第一選舉區立法委員。
2024年擊敗民進黨鄭運鵬及無黨籍馬治薇當選立委。

### 面臨罷免
在2025年初大罷免潮來襲，牛煦庭也被當區選民提出要罷免，罷免團體批評牛煦庭的言行風格。他曾在臉書發文稱罷免團體是「垃圾」，引起了爭議。他還表示罷免團體鎖定國民黨年輕立委，是想影響這個政黨的世代交替，進而強調國民黨老化的形象。牛煦庭又回應，他沒有授權公開私人貼文，被拿來報導不太妥當。
罷免期間，他得到朱立倫和韓國瑜站台支持。
罷免案於2025年7月26日投票，結果不同意票多於同意票，罷免案否決。

## 相關爭議

### 試用期八成薪法制化
2024年4月，牛煦庭提出《勞基法》修正草案，認為《勞基法》應該明定試用期為三個月，並保障試用期薪資不得低於正式工作的80%，但受到批評可能會將試用期八成薪從部份公司的不成文規定，變成所有勞雇關係的通則，協助僱主打擊求職者的薪資議價能力。5月，牛煦庭承認該提案太危險、爭議太大，已撒回提案。

### 對婚姻平權立場矛盾
牛煦庭曾用支持同志婚姻平權來以進步青年形象自居，在2023年簽署社團法人台灣彩虹平權大平台協會「彩虹平權大平台」的問卷，表態支持性別平等、婚姻平權，卻在擔任立委期間連署徐欣瑩的提案，將行政院的「性別平等業務」預算由新臺幣1,627萬刪減到3千元。

### 暴力問政
他曾經被拍到暴打民進黨立委許智傑，並將人推倒在地上。

## 選舉紀錄
| 年度 | 選舉屆數             | 選舉區           | 所屬政黨   | 得票數  | 得票率 | 當選標記 | 備註 |
| ---- | -------------------- | ---------------- | ---------- | ------- | ------ | -------- | ---- |
| 2018 | 第二屆桃園市議員選舉 | 桃園市第二選舉區 | 無黨籍     | 11,538  | 16.64% |          |      |
| 2022 | 第三屆桃園市議員選舉 | 桃園市第二選舉區 | 無黨籍     | 12,541  | 17.19% |          |      |
| 2024 | 第十一屆立法委員選舉 | 桃園市第一選舉區 | 中國國民黨 | 116,571 | 48.44% |          |      |

## 外部連結
- 牛煦庭的Facebook專頁
- 牛煦庭的Instagram帳戶
- YouTube上的牛煦庭頻道